# 凯旋路站
凯旋路站位于上海市长宁区延安西路的中央隔离带，处在凯旋路口和中山西路口之间，为上海公交71路及其区间车共用的地面岛式车站。
2017年5月，巴士三公司表示，正在研究试点双开门公交驶入专用道的可行性，以便沿线居民无缝接驳中运量系统，有望在年内推行。届时，该站点有可能将不再是71路独占，而由多条线路共享。

## 车站構造
凯旋路站为岛式月台，2面2线地面车站，站台设有半高屏蔽门，东侧设有电动扶梯，开工于2016年6月25日，于2017年2月1日清晨正式投入使用。
延安路中运量系统工程・凯旋路站 月台配置
| ← 上行 | ■71路・71路区间车 | 申昆路枢纽站方向                   |
|        | 月台              |                                    |
| 下行 → | ■71路・71路区间车 | 延安东路外滩站方向・黄陂北路站方向 |

## 周边设施
- 站点西面：东华大学
- 站点北面：天山公园
- 站点东面：凯桥绿地，上海刘海粟美术馆、 █ 3号线 █ 4号线延安西路站

## 公交换乘
附近有多个常规公交站点，并有一个地铁站：
- 延安西路中山西路：57路、776路、1251路；
- 延安西路凯旋路：57路、311路、946路
- 天山路延安西路：190路、1251路；
- 中山西路天山路：138路、519路、941路；
- 凯旋路延安西路：190路、311路、1250路、 █ 3号线 █ 4号线延安西路站

## 车站出口
这个车站有两个出入口。
- 东出入口位于凯旋路口，直接连接凯旋路天桥，并设置扶梯。该路口天桥联通路口多个方向，并直通地铁延安西路站的非收费区。
- 西出入口位于天山路口，同时为天山路延安西路东侧人行横道的安全岛，通过人行横道连接延安路两侧。